# 二十八宿
二十八宿（にじゅうはっしゅく）もしくは二十八星宿（にじゅうはっせいしゅく）とは、天球を28のエリア（星宿）に不均等分割したものであり、二十八舎（にじゅうはっしゃ）ともいう。またその区分の基準となった天の赤道付近の28の星座（中国では星官・天官といった）の事である。二十七宿・十二直等と共に使用されることが多い。
正式名称は「二十八星宿」であり、中国語圏では二十八星宿と呼ばれる事が多い。
二十八宿には宜忌（吉凶）を用いた占術としても使用される。

二十八宿

## 概要
中国の天文学・占星術で用いられた。江戸時代には二十八宿を含む多くの出版物が出され、当時は天文、暦、風俗が一体になっていたことが多くの古文書から読み取ることができる。28という数字は月の任意の恒星に対する公転周期（恒星月）である27.32日に由来すると考えられ、1日の間に月は1つのエリアを通過すると仮定している。
二十八宿は二十七宿よりも歴史が古いという説があり、二十八宿は中国にて誕生し、使用されていたが、インドへ伝わった後にヒンドゥー教の牛を神聖な存在とする宗教上理由から牛宿が除外され、バビロニア占星術などが関連した上で二十七宿となって中国に戻ってきたという。
また二十七宿は物理的な整合性が欠如しており、二十八宿がホロスコープなどの月の動きと連動している事に対し、二十七宿では牛宿が存在しないために月の動きとズレが生じる。
天文学においては角宿を起宿として天球を西から東に不均等分割したもので、均等区分の十二次と共に天体の位置を表示する経度方向の座標として用いられた。27と28は太陽暦における恒星月の日数であり、アラブ・ペルシャではこれを半分にして13と14に分け（2週間毎の白道と黄道の交差周期による）、合計365日とし、太陰暦と併用した。中国における二十八宿の星座は4方角の七宿ごとにまとめられ、その繋げられた形は4つの聖獣の姿に見たてられ、東方青龍・北方玄武・西方白虎・南方朱雀の四象（四神または四陸ともいう）に分けられた。二十八宿はそれぞれの宿の西端の星（距星という。必ずしも明るいとは限らない）を基準とし、その距星から東隣の宿の距星までがその宿の広度（赤経差）となる。『漢書』「律暦志」 以降、二十八宿は度数を以て表されたが、その周天度は360度ではなく、1太陽年の長さである365度で表された。この場合、正確には365度に4分の1程度の端数が生じる訳で、その端数は全て斗宿の広度に含められ、これを斗分と呼んだ。太初暦の場合は斗分は1539分の385であった。一方で宿内における天体の位置は入宿度と呼ばれる距星からの度数（赤経差）と、去極度と呼ばれる天の北極からの度数（北極距離（赤緯の余角））によって表される赤道座標の一種であった。考古学上、二十八宿の名称が整った形で発見されたのは1978年に湖北省随県で発掘された戦国時代初期（紀元前5世紀後半）の曾侯乙墓（曾国の乙侯の墓）から出た物が最古である。そこで発見された漆箱の蓋には青竜・白虎と朱書きされた二十八宿の名称のある図があった。日本における最初の二十八宿図は7世紀から8世紀頃に造られた高松塚古墳やキトラ古墳の壁画で白虎などの四神の図と共に見つかっており、中国の天文学体系がこの頃には渡来していたことをうかがわせる。

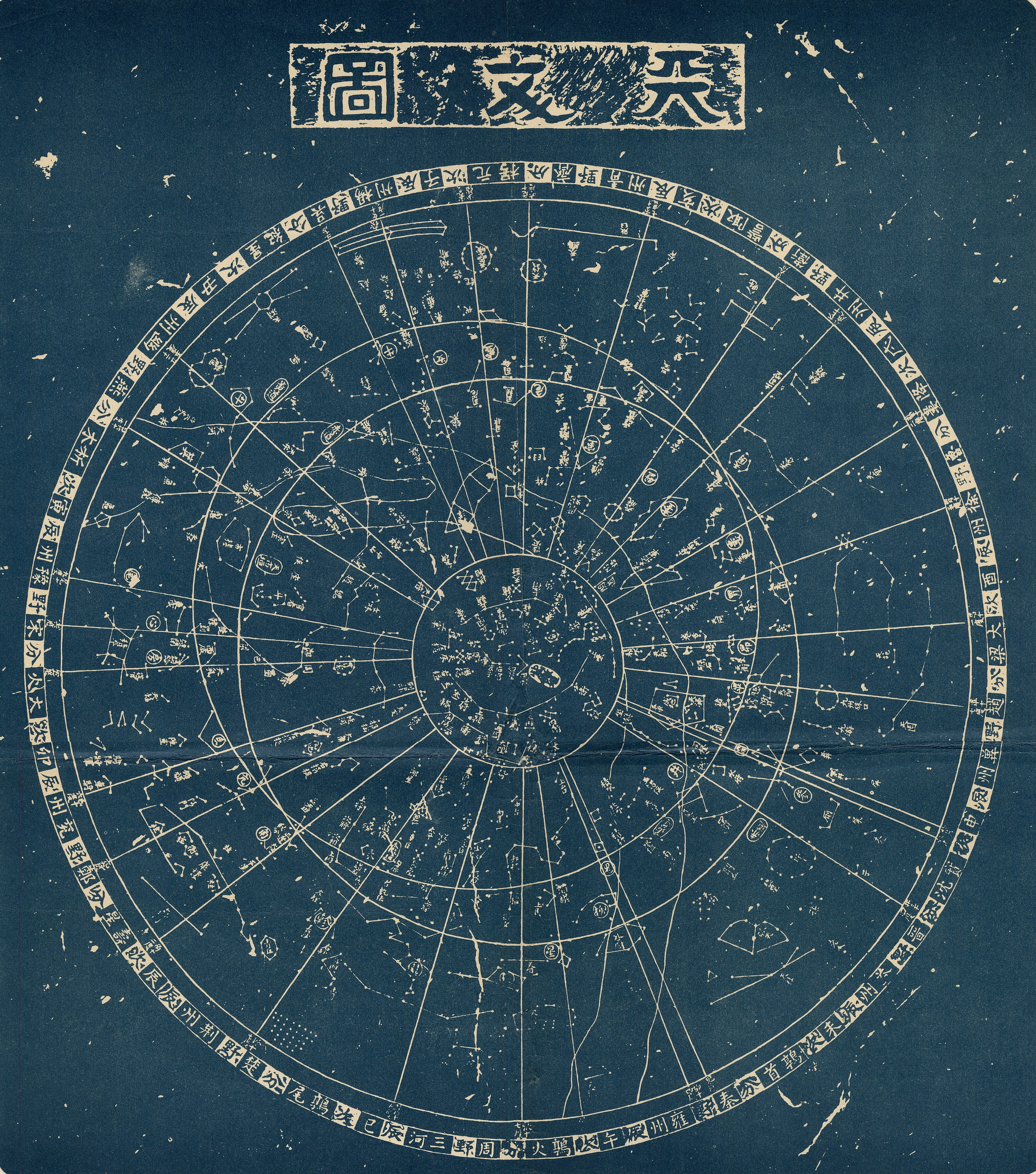
蘇州石刻天文図（復元、13世紀）内側の円から内規、天の赤道、外規。天の赤道から左上にずれた円が黄道。

暦注においてインド占星術やその流れを汲む宿曜道では、二十八宿と同様に恒星月に基づく二十七宿を用いており（密教占星術）、中国系の「七政四余」等とはルーツが異なる。日本の和暦の暦注においても宿曜道に基づく二十七宿が書かれていた（「古法」）。江戸幕府の天文方渋川春海による貞享2年（1685年）の改暦で貞享暦が採用された。別名を大和暦ともいうが、日本古来の暦法ではなく、インド・アラブ・ペルシャ天文学の成果を取り入れた元朝の授時暦を渋川が独自の天体観測に基づいて改良した当時最新の暦法である。この貞享暦においては二十七宿が廃され、牛宿（距星に関して、インド星座のAbhijit、アラビア星座のSa'ad ad-Dhābiḥに対応する）を持つ二十八宿に変更された。この際、貞享2年正月朔日、日曜日を星宿とした。この日が星宿にあたるとされた理由は不明。『清史稿』（1928）巻28 天文志3の「康熙甲子年（1684）黄道十二次初度値宿」の条は、木星座標＝十二次の降婁戌次の値宿を星宿と記す。渋川は、あるいは木星座標の鏡像となる太歳座標の1685年の値宿を星宿と計算したか、あるいはこの日が日曜日であるため、下表の対応に基づき星宿としたか。ステラナビゲータなどのソフトウエアによる計算では、貞享2年＝1685年旧暦正月朔日（グレゴリウス暦2月4日、日曜日）夜の木星座標＝十二次は寿星と大火の間にあり、最寄りの二十八宿は角宿であり、その距星はおとめ座α星（スピカ/As-Simāk al-ʼAʽzal）であるため、天球上で北東（室宿）と南西（翼宿）を結ぶ直線を引いた場合に、星宿（うみへび座α星（アルファルド/Al-Fard））と角宿（スピカ/As-Simāk al-ʼAʽzal）は互いに鏡像の位置にある。貞享2年正月朔日（星宿）以降、天体観測に基づくことなく下表のサイクルが永遠に繰り返されている。28は7の倍数であり、12との間に公約数を持つため、上記の通り、曜日や日の十二支に密接な関連がある。
現代日本においては、二十八宿は暦注の中でも比較的マイナーなため、七曜表形式のカレンダーでも記載されることは少ない。

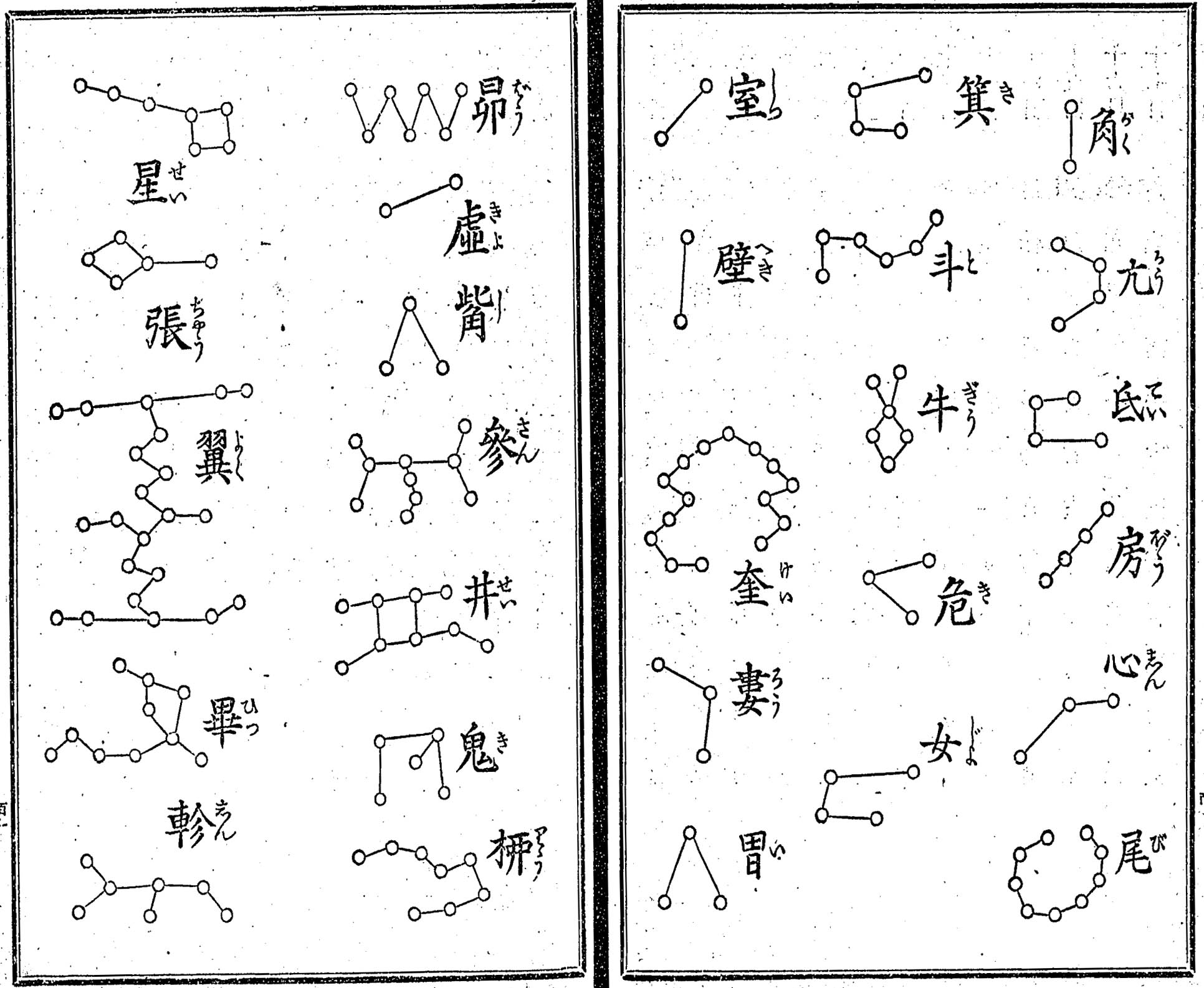
『安部晴明簠簋内傳圖解』（東京：神誠館、1912年）より「二十八宿図」

| 支     | 月 | 火 | 水 | 木 | 金 | 土 | 日 |
| ------ | -- | -- | -- | -- | -- | -- | -- |
| 子辰申 | 畢 | 翼 | 箕 | 奎 | 鬼 | 氐 | 虚 |
| 丑巳酉 | 危 | 觜 | 軫 | 斗 | 婁 | 柳 | 房 |
| 寅午戌 | 心 | 室 | 参 | 角 | 牛 | 胃 | 星 |
| 卯未亥 | 張 | 尾 | 壁 | 井 | 亢 | 女 | 昴 |

| 二十八宿一覧 | 二十八宿一覧 | 二十八宿一覧 | 二十八宿一覧 | 二十八宿一覧                   | 二十八宿一覧      |
| グループ     | 宿名         | 音読         | 訓読         | 現代星座での概略位置           | 距星              |
| ------------ | ------------ | ------------ | ------------ | ------------------------------ | ----------------- |
| 東方 青龍    | 角宿         | かくしゅく   | すぼし       | おとめ座中央部                 | おとめ座α星       |
| 東方 青龍    | 亢宿         | こうしゅく   | あみぼし     | おとめ座東部                   | おとめ座κ星       |
| 東方 青龍    | 氐宿         | ていしゅく   | ともぼし     | てんびん座                     | てんびん座α星     |
| 東方 青龍    | 房宿         | ぼうしゅく   | そいぼし     | さそり座頭部                   | さそり座π星       |
| 東方 青龍    | 心宿         | しんしゅく   | なかごぼし   | さそり座中央部                 | さそり座σ星       |
| 東方 青龍    | 尾宿         | びしゅく     | あしたれぼし | さそり座尾部                   | さそり座μ星       |
| 東方 青龍    | 箕宿         | きしゅく     | みぼし       | いて座南部                     | いて座γ星         |
| 北方 玄武    | 斗宿         | としゅく     | ひきつぼし   | いて座中央部（南斗六星）       | いて座φ星         |
| 北方 玄武    | 牛宿         | ぎゅうしゅく | いなみぼし   | やぎ座                         | やぎ座β星         |
| 北方 玄武    | 女宿         | じょしゅく   | うるきぼし   | みずがめ座西端部               | みずがめ座ε星     |
| 北方 玄武    | 虚宿         | きょしゅく   | とみてぼし   | みずがめ座西部                 | みずがめ座β星     |
| 北方 玄武    | 危宿         | きしゅく     | うみやめぼし | みずがめ座一部・ペガスス座頭部 | みずがめ座α星     |
| 北方 玄武    | 室宿         | しっしゅく   | はついぼし   | ペガススの四辺形の西辺         | ペガスス座α星     |
| 北方 玄武    | 壁宿         | へきしゅく   | なまめぼし   | ペガススの四辺形の東辺         | ペガスス座γ星     |
| 西方 白虎    | 奎宿         | けいしゅく   | とかきぼし   | アンドロメダ座                 | アンドロメダ座ζ星 |
| 西方 白虎    | 婁宿         | ろうしゅく   | たたらぼし   | おひつじ座西部                 | おひつじ座β星     |
| 西方 白虎    | 胃宿         | いしゅく     | えきえぼし   | おひつじ座東部                 | おひつじ座35番星  |
| 西方 白虎    | 昴宿         | ぼうしゅく   | すばるぼし   | おうし座（プレアデス）         | おうし座17番星    |
| 西方 白虎    | 畢宿         | ひっしゅく   | あめふりぼし | おうし座頭部（ヒアデス）       | おうし座ε星       |
| 西方 白虎    | 觜宿         | ししゅく     | とろきぼし   | オリオン座頭部                 | オリオン座λ星     |
| 西方 白虎    | 参宿         | さんしゅく   | からすきぼし | オリオン座                     | オリオン座ζ星     |
| 南方 朱雀    | 井宿         | せいしゅく   | ちちりぼし   | ふたご座南西部                 | ふたご座μ星       |
| 南方 朱雀    | 鬼宿         | きしゅく     | たまおのぼし | かに座中央部                   | かに座θ星         |
| 南方 朱雀    | 柳宿         | りゅうしゅく | ぬりこぼし   | うみへび座頭部                 | うみへび座δ星     |
| 南方 朱雀    | 星宿         | せいしゅく   | ほとおりぼし | うみへび座心臓部               | うみへび座α星     |
| 南方 朱雀    | 張宿         | ちょうしゅく | ちりこぼし   | うみへび座中央部               | うみへび座υ星     |
| 南方 朱雀    | 翼宿         | よくしゅく   | たすきぼし   | コップ座                       | コップ座α星       |
| 南方 朱雀    | 軫宿         | しんしゅく   | みつかけぼし | からす座                       | からす座γ星       |

## 二十八宿に関する文化

### 演禽（えんきん）
二十八宿を七曜で分類し、28種の動物に喩えるという占いの手法は古代中国の占術家の間で盛んで行われ、「禽星」とも呼び、これを利用して占うことは「演禽」（演禽風水）と呼ぶ。明の池本理撰『禽星易見』などによると、以下の表のような関係がある。
| 四神/七曜 | 木     | 金     | 土     | 日     | 月     | 火     | 水     |
| --------- | ------ | ------ | ------ | ------ | ------ | ------ | ------ |
| 東方青龍  | 角木蛟 | 亢金龍 | 氐土貉 | 房日兎 | 心月狐 | 尾火虎 | 箕水豹 |
| 北方玄武  | 斗木獬 | 牛金牛 | 女土蝠 | 虚日鼠 | 危月燕 | 室火猪 | 壁水貐 |
| 西方白虎  | 奎木狼 | 婁金狗 | 胃土雉 | 昴日鶏 | 畢月烏 | 觜火猴 | 参水猿 |
| 南方朱雀  | 井木犴 | 鬼金羊 | 柳土獐 | 星日馬 | 張月鹿 | 翼火蛇 | 軫水蚓 |

このうち地球から観測する場合、歳星である木星は約12年の周期で黄道を一周し、子年からの順で毎年の最初にそれぞれ虚宿、牛宿、尾宿、房宿、亢宿、翼宿、星宿、鬼宿、觜宿、昴宿、婁宿、室宿の方向で出現するため、金曜、日曜、火曜の3列の動物は十二支の生肖になるという説がある。

### 二十八将
中国の民間信仰で後漢光武帝の時代に活躍していた雲台二十八将の前世は二十八宿だったという伝説があるため、廟で祀ることもある。この場合は李哪吒は中壇元帥として二十八宿を統領する。
| 東方青龍 | 角木蛟鄧禹 | 亢金龍呉漢 | 氐土貉賈復 | 房日兎耿弇 | 心月狐寇恂 | 尾火虎岑彭 | 箕水豹馮異 |
| 北方玄武 | 斗木獬朱祜 | 牛金牛祭遵 | 女土蝠景丹 | 虚日鼠蓋延 | 危月燕堅鐔 | 室火猪耿純 | 壁水貐臧宮 |
| 西方白虎 | 奎木狼馬武 | 婁金狗劉隆 | 胃土雉馬成 | 昴日鶏王梁 | 畢月烏陳俊 | 觜火猴傅俊 | 参水猿杜茂 |
| 南方朱雀 | 井木犴銚期 | 鬼金羊王覇 | 柳土獐任光 | 星日馬李忠 | 張月鹿万脩 | 翼火蛇邳彤 | 軫水蚓劉植 |

### 二十八宿幣
日蓮宗では祈祷に界縄で二十八宿幣を用いるが、明治以前にはこれは吉田神道との交流で独自発展した三十番神の三十番神幣（注連）であった。

### 二十八宿を取り入れている作品
古典
- 『歩天歌（中国語版）』 - 隋の丹元子が作成したと見られる三垣二十八宿を詠む詩[24]。
- 『水滸伝』 - 宋江軍と戦う突厥軍に二十八宿将軍がいる。
- 『西遊記』 - 登場人物に昴日鶏（昴日星官）や奎木狼（黄袍怪）がいる。
- 『封神演義』 - 封ぜられる神の中に二十八宿がある。

現代
- 『星界の紋章』『星界の戦旗』 - アーヴ根源二九氏族のうちアブリアルを除いた二八氏族は、二十八宿をアーヴ語化して命名されている。
- 『ふしぎ遊戯』『ふしぎ遊戯 玄武開伝』『ふしぎ遊戯 白虎仙記』 - 登場する星士たちは二十八宿にちなむ[25]。
- 『姫神さまに願いを』 - 本編主人公 カイとテンの関係が、二十八宿ではそれぞれ「業」と「胎」にあたる宿星である。また、カイが暦盤を用い、二十八宿で曜日を調べているシーンがある。
- 『鬼宿の庭』 - 二十八宿のうち、鬼宿の日にのみ現れる庭に住む者たちと絵師を目指す青年との交流を描く。
- 『クイーンズ・クオリティ』

## 関連文献

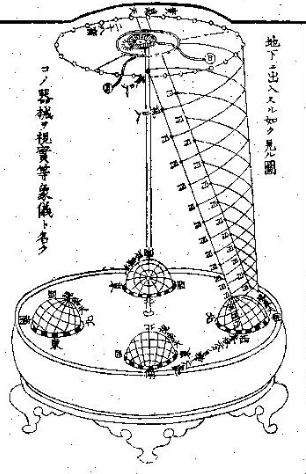
佐田介石考案の視実等象儀